# Ельтай (Ерейментауский район)
Ельта́й (каз. Елтай) — село в Ерейментауском районе Акмолинской области Казахстана. Входит в состав Тайбайского сельского округа. Код КАТО — 114641200.

## География
Село расположено в южной части района, на расстоянии примерно 16 километров (по прямой) к юго-западу от административного центра района — города Ерейментау, в 7 километрах к юго-востоку от административного центра сельского округа — аула Тайбай.
Абсолютная высота — 397 метров над уровнем моря.
Ближайшие населённые пункты: аул Тайбай — на северо-западе.

## Население
В 1989 году население села составляло 249 человек (из них казахи — 100 %).
В 1999 году население села составляло 219 человек (109 мужчин и 110 женщин). По данным переписи 2009 года, в селе проживали 173 человека (89 мужчин и 84 женщины).
| Численность населения | Численность населения | Численность населения |
| 1989                  | 1999                  | 2009                  |
| --------------------- | --------------------- | --------------------- |
| 249                   | ↘219                  | ↘173                  |

## Улицы[5]
- квартал 58
- ул. Ардагерлер
- ул. Достык